# José Francisco Milla Guevara
José Francisco Milla Guevara (* August 1789 in Gracias; † unbekannt) war vom 22. März 1832 bis zum 7. Januar 1833 Supremo Director der Provinz Honduras in der Zentralamerikanischen Konföderation.

## Leben
Seine Eltern waren Tomasa Guevara und Juan Manuel de la Milla. Er war Vetter von José Justo Milla Pineda. 1805 wurde er im Colegio Seminario de Guatemala eingeschult.
José Francisco Milla Guevara war Mitglied der Fiebres, wie sich die Partido Liberal damals nannte.
Wegen gesundheitlicher Probleme des bisherigen Supremo Director Oberst José María Antonio de la Cruz Márquez wurde dem Abgeordneten José Francisco Milla Guevara das Amt des Supremo Directors am 22. März 1832 übertragen.
Die Moderados, wie sich die Partido Conservador damals nannte, betrieben die Auflösung der Zentralamerikanischen Konföderation, da deren Regierung von den Fiebres dominiert wurde. In El Salvador herrschte mit José María Cornejo Merino y Guevara ein Moderado, welcher die Separationsbestrebungen auch in Honduras unterstützte. Oberst D. Vicente Dominguez und Oberst Ramón Guzmán kommandierten die Truppen der Moderados. Dominguez ließ Trujillo angreifen und wurde von Truppen von Francisco Ferrera, dem Kommandanten von Yoro  in Sonaguera in La Ofrecedora und Trujillo, geschlagen. Oberst Ramón Guzmán ließ die Festung von Omoa angreifen. Dominguez und Guzmán wurden gefangen genommen, verurteilt und in Omoa und Comayagua am 13. beziehungsweise 14. September 1832 hingerichtet. Es wurde Kriegsgericht über die Moderados gehalten.